# 7월 기념비

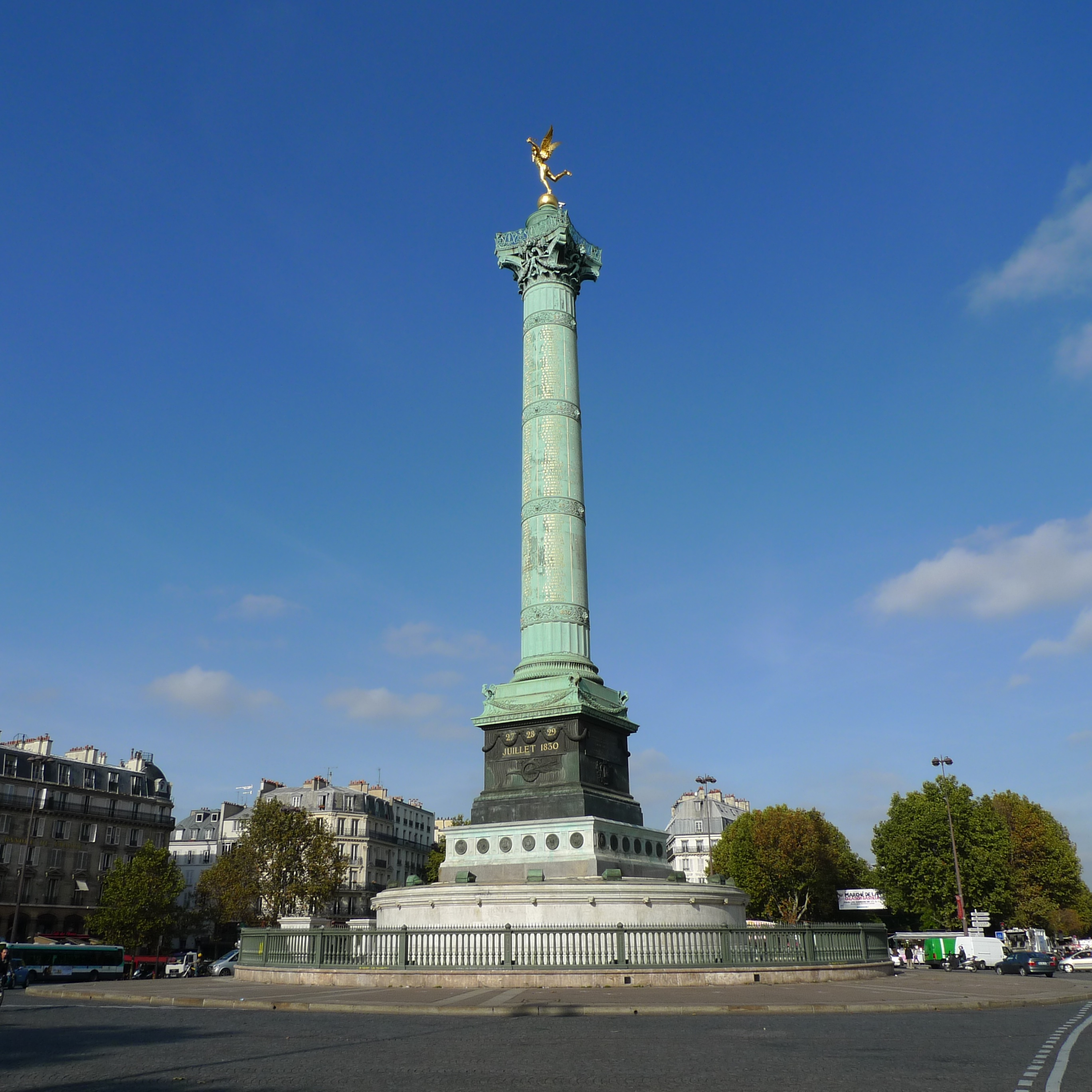
7월 기념비

7월 기념비(七月 紀念碑, 프랑스어: Colonne de Juillet)는 프랑스 파리 바스티유 광장 중심에 있는 기념비이다. 7월 혁명을 기념하기 위해 세워졌다.

## 역사
1792년 바스티유 감옥은 철거되고 자유를 기념하는 조형물이 만들어지게 되었다.
1808년 파리의 도시화를 추진했던 나폴레옹 보나파르트는 당초 여기에 코끼리 모양의 기념비를 건립하기로 계획했다. 이 코끼리는 스페인 군에서 빼앗은 대포의 구리가 사용될 예정으로 높이 24m, 코끼리의 다리 중 하나의 내부에 만들어진 계단에 의해 동상의 정상까지 갈 수 있도록 설계되어 있었고, 석고 모델까지 만들어졌지만 (바스티유의 코끼리) 결국 광장에 동상이 세워진 것은 아니었다.
1833년 현재의 7월 기념비의 건설을 결정한 것은 루이 필리프 1세이다.

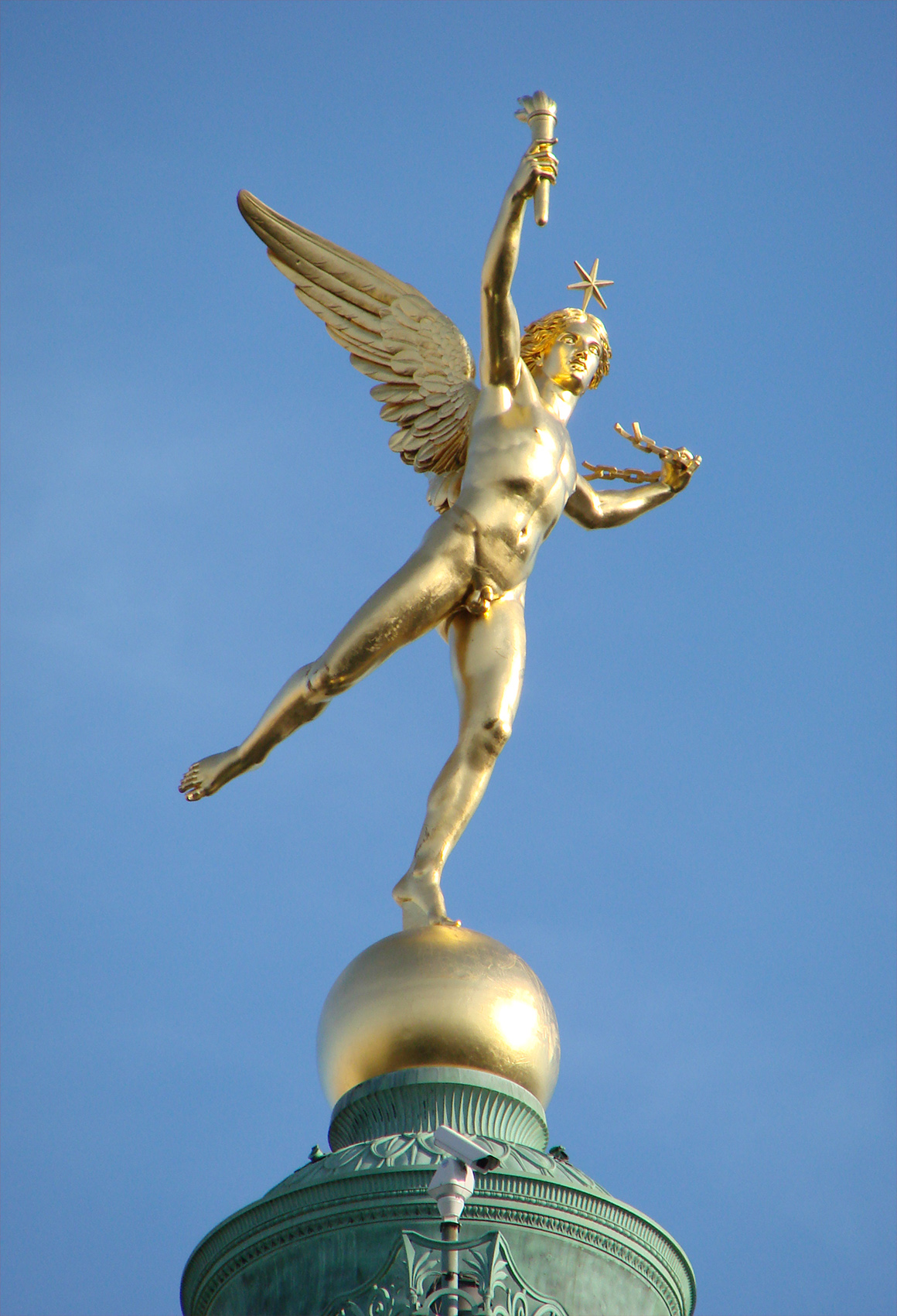
기념비 꼭대기에 있는 《자유의 수호신》(Le Génie de la Liberté) 조각상, 오귀스트 뒤몽, 1835년

## 같이 보기
- 베를린 전승기념탑
- 넬슨 기념탑